# دان إل. هيندريكس
دان إل. هيندريكس (بالإنجليزية: Dan L. Hendricks)‏ هو مدرب خيول أمريكي، ولد في 5 ديسمبر 1958 في لوس أنجلوس في الولايات المتحدة.